# Bulandshahr
Bulandshahr (hindi: बुलंदशहर, urdú: بلند شہر) és una ciutat i municipalitat d'Uttar Pradesh a l'Índia, capital del districte de Bulandshahr, a la riba dreta del riu Kali-Nadi. El seu antic nom fou Baran, però se l'anomenà Unchanagar o Bulandshahr (Ciutat Alta, per la seva elevació en relació al riu). Fou declarada municipalitat el 1865. La seva població al cens de 2001 era de 176.256 habitants (el 1901 eren 18.959.